# 趙伯顕
趙 伯顕（チョ・ベッキョン、朝鮮語: 조백현/趙伯顯、1900年12月15日 - 1994年7月13日）は、大韓民国の土壌学者、農芸化学者。 
本貫は平壌趙氏。号は華農（ファノン）。

## 経歴・業績
1900年12月15日、日本統治時代の朝鮮でソウルにて大韓帝国陸軍の参事であった趙性根の息子として生まれた。また、義兄には史学者の李丙燾がいる。
近代の農学および生化学研究の先駆けとなる科学者で、伝統食品の研究を実際の国民の食生活と連携させ、農学および食品産業分野を発展させた。 豆、キムチ、伝統醤類などに関する研究を通して韓国の伝統食品に科学的かつ体系的にアプローチし種菌の開発や繁殖などの研究に貢献した。 すなわち、キムチの栄養価値、味噌玉麹カビの分類、コチュジャン成分分析などの伝統食品を農学へと発展させた。 豆もやしや山菜などを研究した1932年「豆芽製造中に起きる諸成分の変化に関して」(水原高等農林学校創立25周年記念論文集)、「韓国産野生食用植物の食品的価値について」(1932、銅像論文集)などは韓国人が発表した農学分野初の学術論文で、韓国近代農学研究の嚆矢として評価されている。
また肥料開発、米の生産性向上など国民生活及び健康と関連した実用的な分野に積極的に取り組み、立ち遅れている農業環境の改善に努めた。 特に原子力同位体を利用して稲作の合理的な方法を研究し、コメの生産性を向上させており、これは韓国初の国際協力共同研究であり、合理的是非体系の樹立に関する研究としても世界で初めて挙げられる。 研究方法および結果の解析についても国際原子力機関（IAEA）が絶賛した。 1965年原子力庁傘下に放射線農学研究所を創設し、稲の品種改良および肥料成分、環境汚染物質の土壌および水質環境での動態など農業現場の農業生産性向上に努め、農業および農産業分野の基礎を完成させた。
近代教育者として、1925年に水原農林専門学校に最初の韓国人講師として赴任し、教授を経て校長に就任し、1946年にはソウル大学農科大学の初代学長に就任し、韓国の農学教育および正常化に努めた。 韓国の大学を基盤とする設計のため、アメリカ政府と共にアメリカ「ミネソタ大学計画」を樹立し、この計画を通じて韓国農学分野の大学教育システムを樹立、教授の教育および研究能力向上のための海外研修派遣制度を設けた。
1954年には韓国農学会創設とともに会長を務め、1967年には韓国土壌肥料学会会長を歴任するなど、様々な農学学術会活動を行い、韓国農学会の近代化に向けて取り組み、1986年には農学分野の基礎研究をする研究者たちを励ますために私財を投じて化農奨学会および化農賞授賞制度を設立した。
晩年は同い年の農学者尹相元建国大学校名誉教授と互いにプロテスタントバプテストの交友を務めた。
1994年7月13日、老衰のため93歳で亡くなった。

## 学歴
- 1913年京城梅洞普通学校卒業
- 1916年 京城宝城高等普通学校修了
- 1919年 京畿道水原高等農林学校卒業
- 1921年、九州帝国大学農学科　中退
- 1925年 九州帝国大学農芸化学科 学士
- 1928年日本九州帝国大学大学院農芸化学科農学修士
- 1957年ソウル大学校大学院農学科農学博士

## 主要な経歴
- 1925水原高等農林学校助教授
- 1945 米軍政庁KEC（韓国教育委員会）委員
- 1946ソウル大学校農科大学教授及び学長
- 1955 大韓民国学術院終身会員、韓国農学会初代会長
- 1962 ソウル大学校名誉教授
- 1965~1973 韓国原子力委員会常任委員
- 1972 韓国食品科学会初代会長
- 1986 化農奨学会理事長
- 1993 財団法人化農研学財団理事長

## 賞勲
- 1961 学術院賞
- 1962 文化勲章国民章
- 1977 手当の科学賞

## 参考資料
大韓民国科学技術有功者 ホームページ 
近代農学および生化学研究の先駆者 故趙伯顕ソウル大学校名誉教授 

## Webリンク
- 두산대백과사전